# Mats Danielsson (militär)
Mats Danielsson, född 20 juni 1962 i Porjus församling i Norrbottens län, är en svensk militär.

## Biografi
Danielsson avlade officersexamen vid Krigsskolan 1980 och utnämndes samma år till fänrik vid Norrlands dragonregemente, där han tjänstgjorde till 1988 i befattningar från instruktör till plutonchef. Han befordrades 1984 till löjtnant och 1987 till kapten. Åren 1988–1989 var han lärare vid Infanteriets och kavalleriets officershögskola. År 1989 övergick han till flygvapnet med tjänstgöring vid Norrbottens flygflottilj, först som ställföreträdande kompanichef 1989–1990 och sedan som kompanichef från 1990. Därefter tjänstgjorde han vid staben i Norra militärområdet och vid Högkvarteret. År 1998 befordrades han till major. Efter att ha befordrats till överstelöjtnant var han 2000–2002 adjutant hos överbefälhavaren. Därefter tjänstgjorde han åter vid Norrbottens flygflottilj, bland annat som stabschef 2004–2005 och ställföreträdande flottiljchef från 2005 till och med den 31 december 2008. Efter att ha befordrats till överste var han från april till november 2007 chef för svenska insatsen i Afghanistan (FS13).
Danielsson var chef för Militärhögskolan Karlberg från den 1 januari 2009 till 2013. Åren 2013–2016 var han försvarsattaché vid ambassaden i London.[källa behövs] Sedan den 1 november 2016 står Danielsson till förfogande för särskilda uppgifter hos flygvapenchefen och chefen för Luftstridsskolan.
Danielsson är sedan 2002 adjutant hos Hans Majestät Konungen och erhöll 2007 Hans Majestät Konungens medalj av 8:e storleken i Serafimerordens band för ”förtjänstfulla insatser som H. M. Konungens adjutant”.